# Nolwenn Leroy
Nolwenn Leroy (Saint-Renan, 1982. szeptember 28. –) francia énekesnő, dalszerző, színésznő.

## Pályakép
Amikor szülei elváltak, édesanyjával és húgával a nagyszülőkhöz költöztek. A Collège des Célestins iskolában tanult. Tizenegy éves volt, amikor énektanára felfigyelt tehetségére. Hegedülni is megtanult.
Folyékonyan beszél angolul, breton és ír nyelven, de szerepelt már olaszul és spanyolul is.

## Lemezei
- Nolwenn (2003)
- Histoires Naturelles (2008)
- Le Cheshire Cat & Moi (2010)
- Bretonne (2012)
- Ô Filles de l'Eau (2014)
- Gemme (2017)
- Folk (2018)